# Luigi Colombi
Luigi Colombi (* 10. August 1851 in Bellinzona; † 18. Dezember 1927 ebenda) war ein Schweizer Jurist, Politiker und Publizist. Er war Tessiner Grossrat und Staatsrat der Freisinnig-Demokratischen Partei (FDP).

## Leben
Luigi Colombi wurde als Sohn des Druckers und Herausgebers Carlo Colombi in Bellinzona geboren. Er studierte in Bern und Heidelberg und promovierte in Rechtswissenschaften. Nach einer Praxis in Bellinzona wurde er zum Sekretär des Appellationsgerichts (1875–1890) ernannt. Er heiratete Maria Hofer. Von 1895 bis 1900 war er Ersatzrichter. Von 1894 bis 1896 war er Mitglied der Expertenkommission für den ersten Entwurf eines schweizerischen Strafgesetzbuch; zuvor hatte er in Lugano den internationalen Kongress zur Verbesserung des Strafvollzugs präsidiert.
Als Radikaler Staatsrat (1890–1905) leitete er die Justiz-, Polizei- und Militär-Departemente. Er war auch Mitglied des Tessiner Grossrates (1905–1927) und von 1909 bis 1910 des Gemeinderates der Stadt Bellinzona. Er wurde aufgefordert der Governo di Pacificazione (Friedensregierung) beizutreten und führte umfangreiche Modernisierungsarbeiten durch. Nach den Unruhen von 11. September 1890 versuchte er den Bundesrat dazu zu bewegen, die Prozesse im Zusammenhang mit den Bestechungsfällen bei den Tessiner Wahlen von 1889 abzubrechen. Er hatte sich verpflichtet, den Streit zwischen der Kantonalbank und dem Staat zu schlichten, der wegen der Veruntreuungen des Kantonskassiers Luigi Scazziga (1890) ausgebrochen war. Er war ein Mann von großer juristischer Kultur und zeichnete sich durch seine zahlreichen Arbeiten zur Abfassung und Übersetzung von Gesetzbüchern, Kommentaren, Gesetzen und Verordnungen aus und wurde dafür sehr geschätzt.
Er war Herausgeber, zusammen mit Stefano Gabuzzi, des Repertorio di giurisprudenza patria, Mitarbeiter des Journal des tribunaux und der Semaine judiciaire von Lausanne. Als Direktor der Parteizeitung Il Dovere (1905–1919) war er Korrespondent für Dutzende von Zeitungen im In- und Ausland. Er war Oberstleutnant der Schweizer Armee. Für seine Verdienste auf dem Rechtsgebiet hat ihm die Universität Zürich das Doktorat honoris causa verliehen.

## Werke
- Manuale per Funzionari, Municipi, Sodalizi e Cittadini. 1892.
- Esecuzioni fallimenti e ipoteche. 1892.